# Кустарниковые танагры
Кустарниковые танагры (лат. Chlorospingus) — род воробьиных птиц из семейства Passerellidae, ранее включался в семейство танагровых.

## Классификация
В род включают 8 видов:
- Chlorospingus canigularis (Lafresnaye, 1848) — Серогорлая кустарниковая танагра
- Chlorospingus flavigularis (Sclater, 1852) — Желтогорлая кустарниковая танагра
- Chlorospingus flavopectus (Lafresnaye, 1840) — Очковая кустарниковая танагра
- Chlorospingus inornatus (Nelson, 1912) — Чернощёкая кустарниковая танагра
- Chlorospingus parvirostris Chapman, 1901 — Короткоклювая кустарниковая танагра
- Chlorospingus pileatus Salvin, 1865 — Белобровая кустарниковая танагра
- Chlorospingus semifuscus Sclater & Salvin, 1873 — Серогрудая кустарниковая танагра
- Chlorospingus tacarcunae Griscom, 1924 — Такаркунская кустарниковая танагра